# Heliport Ikerasak

i7
i11
i13
Der Heliport Ikerasak (ICAO-Code: BGIA) ist ein Hubschrauberlandeplatz in Ikerasak im nordwestlichen Grönland. Da er kein Abfertigungsgebäude besitzt, wird der Heliport auch als Helistop bezeichnet.

## Lage und Ausstattung
Der Heliport liegt etwas südlich des Dorfs, liegt auf einer Höhe von 66 Fuß und hat eine mit Schotter bedeckte kreisrunde Landefläche mit einem Durchmesser von 30 m.

## Fluggesellschaften und Ziele
Der Heliport wird von Air Greenland bedient, welche regelmäßige Flüge zum Heliport Uummannaq und zum Heliport Saattut anbietet. Von dort aus kann der Flughafen Qaarsut erreicht werden.